# Велики Комлуш
Велики Комлуш (рум. Comloşu Mare) је село и седиште истоимене општине, која припада округу Тимиш у Румунији.

## Положај насеља
Село Велики Комлуш се налази у источном, румунском Банату, на неколико километара удаљености од Србије (преко границе се налази српско село Наково). Од Темишвара село је удаљено око 70 km, а од Кикинде свега 14 километара. Сеоски атар је у равничарском делу Баната.
У 19. веку Комлош је био раскрсница друмова према Темишвару, Кикинди, Мокрину.

## Прошлост
По "Румунској енциклопедији" место се први пут помиње 1453. године, као посед Јанка Хуњадија. Након 1690. године основаће га изнова Срби сточари. Ту је 1717. године пописано 20 кућа. Колонизација Румуна из Олтеније почело је 1743. године. Место је као спахилук купио 1781. године Цинцарин, Христифор Нако. Нови власник је колонизовао Словаке и Немце. Међу знаменитим људима из места налази се Мелетије Драгић.
Аустријски царски ревизор Ерлер је 1774. године констатовао да се место Комлош налази у Модошком округу, Чанадског дистрикта. Ту се налази поштанска станица (од 1774. за Бечкерек) а становништво је било измешано, српско и влашко. Када је 1797. године пописан православни клир ту су била три свештеника. Пароси, поп Јован Шербан (рукоп. 1782), поп Георгије Грујић (1786) и Николаје Поповић (1788) знају само српски језик.
Током аустријско-турског рата Комлош се нашао у стецишту збивања. Године 1789. у Комлошу је током зиме била стационирана Регимента кирасира (оклопних коњаника) Надвојводе Франца.

## Маријенфелдски спахилук племића Наке
Ту се у 19. веку налазио Маријенфелдски спахилук. Спахија је био земљовласник племић Јован Нако "от Комлоша" са супругом Анастазијом, Тршћанком од породице Вучетић. Једина наследница им је била кћерка Милева. Барон Јован се (1843) најчешће потписивао са предикатом "от Великог Сент Миклоша" - у Комлошу.
Из списка пренумераната једне српске књиге 1843. године, назире се културни ангажман породице Нако. Сво троје чланова те племићке породице је у "пренумерантском пункту" при чему господар Јован и његова супруга Анастазија купују по 30 егземлара, понаособ; са кћерком укупно 61 примерак. Остали претплатници су службеници спахилука: Исидор Риђички от Скрибешћа виши жупаниски судија и контролор спахилука, Јован Шискај правобранитељ тог и других спахилука, Прокопије Ђаковић тог спахилука средоточни рентмајстор, Христифор Шифман земљомер спахилука, Матеј Матић средоточни кастнер, Теокар Лазарини заклети адвокат и фишкаладјукт спахилука, Константин Комненовић ишпан спахилука и други учени мештани комлошки.
Господар Јован је 1860. године помогао са прилогом од 10 ф. да се подигне споменик српском новинару и књижевнику Теодору Павловићу. На спахилуку су живели познати Срби чиновници, попут Христифора Шифмана (земљомера) и Исидора Риђичког "от Скрибешће" (инспектора). Барон Јован Нако је у свом дворцу у Комлошу подигао велику позоришну салу где је обезбеђивао бројне позоришне представе. Нако је држао годинама свој театар у којем је позоришне представе и опере пратио из своје личне раскошне ложе. Добављали су његови сарадници глумце са свих страна, као и костиме и кулисе. Поред његовог састава музичара, дилетаната (глумаца) али и професионалних извођача, изводиле су свој програм за барона и његове пријатеље, бројна путујућа позоришна друштва.
Племенита спахиница Анастазија (родом Тршћанка, из богате породице Вучетић) је скретала на себе пажњу јавности својим племенитим делима. Она је тако 1857. године у Комлошу о свом трошку и старањем отворила "Девојачку школу", за коју је обезбедила лепу зграду. Поред школског здања ту се налазио и велики врт, а бригу о свему водио је један кућепазитељ који је у здању имао и стан. Две наставнице је довела из Беча, да девојке уче женским пословима и да их васпитају, за шта их је сама плаћала. Октобра 1857. православни свештеник је освештао нову школу, у коју се до тада уписало 114 девојчица. Школу је две године касније, крајем 1859. године похађало 170 сиромашних ученица разних нација и вере. О православном празнику "Материце" спахиница је уприличила свечаност на коју је позивала све ученице у дворску "театарску салу", у којој се налазило божићно дрвце. На великим столовима са обе стране било је поређано (1858) 1151 божићни поклон намењен деци. Поклоњени су одећа, обућа, књиге, иконе, мараме и други корисни и лични предмети.

## Духовни и друштвени живот Комлоша
У Комлошу су 1858. године била два храма; римокатолички и православни. Спахиница Анастазија Нако је оба даровала у неколико прилика. За православну богомољу је тако приложила 1835. године један сребрни путир позлаћен, са дискосом, звездицом и кашичицом за причест. А 1844. године дала је три свилене одежде са златним порубом, да би 1857. године опет поклонила три исте одежде, седам стихара са чипкама и још ситнијих ствари.
Православни храм Св. Николе саградила је племићка породица из места Нако, током 1794-1796. године. Иконостас те цркве у Великом Комлошу је осликао 1818. године Арса Теодоровић. Поједине целивајуће иконе радили су Никола Алексић, Павле Симић и Георгије Петровић. Сликар Зајко је неке иконе на певницама пресликао 1890. године.
Банатски Комлош је средином 19. века (1828-1858) имао три пута годишње вашар. Било је то уприличено: 5. марта, 15. јуна и 1. септембра. Купац Павел Поповић јавља се 1809. године као пренумерант једне српске књиге.
Помињу се 1843. године образовани мештани Комлоша: Гаврило Окановић ишпан фабрике, Александар Миочевић дијурниста, Павел Пеић веинрихтер (општински кнез?).
Најзнаменитији становник комлошког спахилука био је Христифор Шифман. Са временом је напредовао од земљомера (геометра) до управитеља комлошког властелинства. А то ће бити до своје смрти у 70. години крајем 1885. године. Шифман се истицао у јавности својом пожртвованошћу и племенитим настојањима. Он је 1864. године постао члан Матице српске у Пешти када је уплатио 10 ф. чланарине. Исте године је чланом славне Матице постао и Матија Матић "рентмајстор" из Комлоша, на спахилуку. Шифман је још за живота 1876. године, основао своју Закладу (при Матици српској) за школовање по два студента Србина. Од камате на оснивачки улог од 10.000 ф. испаћиване су стипендије, а живи оснивач Шифман је могао са задовољством да прати реализацију. Прво стипендија од 300 ф. годишње за слушаоца "лепих вештина", а друга од 200-250 ф. за учитељске приправнике. Први стипендист Шифманов био је студент Уметничке академије у Бечу Урош Предић. Шифман је био по оцу Немац а по мајци Србин, али се са Србима сасвим поистоветио. За крсну славу је држао Светог Саву, коју је редовно прослављао у лепом маниру. Шифманова супруга Марија (рођена Бибић из Меленаца) је такође следила свог мужа и 1877. године основала је и сама Закладу (Задужбину), и то за "меленачке девојке удаваче". Основатељица је замислила да сваке године по две сиромашне девојке из Меленаца коју се буду удале приме по 300 ф. "мираза" из тог Фонда. Статут задужбине састављен је 1891. године, са изменама поврђен 1894. године, а њом је руководила Матица српска у Новом Саду.
За споменик српском песнику Лукијану Мушицком скупило се у Комлошу почетком 1855. године прилог од 23 ф. 30 крајцара. За Фонд новосадског "Школског листа" 1859. године допринели су са 17 ф. Комлошани: Христифор Шифман провизор, Матеј Матић рентмајстор, Јован Теодоровић кастнар и Стефан Михајловић актуар.
За саборског посланика је 1861. године у Комлошу изабран Јован Видач.
Године 1843. у Комлошу је формиран претплатнички пункт за популарно Чокеово дело "Златотворно село". На листи су угледни мештани и службеници са спахилука. Били су то оба православна пароха, поп Георгије Шербановић и поп Мелентије Драгић, затим Светозар Риђички "от Скрибешће" жупанијски бележник, те чиновници спахилука: Прокопије Ђаковић "рентмајстор", Христифор Шифман земљомер, Матија Матић "каснар", и други из околине. Вујићево "Путешествије" узели су 1845. године из Комлоша: Стефан Миловац "Фабрикс-кастнер" и Гаврил Окановић "Фабрикс-Ишпан". Вуков речник српско-немачко-латински набавио је 1852. године Јован Теодоровић из Бан. Комлоша. Матић и Шифман су претплатници  "Србског дневника" из Новог Сад (1860-1861). А Радићево пољопривредно стручно дело узела је 1867. године Марија Шифман из Бан. Комлоша.
Број Срба је стално опадао, а уместо српске црквене општине ту је парохијска филијала. Почетком 20. века у Великом Комлошу је живело 35 православних Срба.

## Становништво
По последњем попису из 2002. године село Велики Комлуш имало је 3.351 становника, од чега Румуни чине 70%, а Роми 25%. Последњих деценија број становништва опада.